# داود الحسيني
داود الحسيني (1903-1993) طبيب وسياسي فلسطيني، وُلد في مدينة القدس المحتلة في التاسع من آب عام 1903. درس المرحلة الأساسية في مدارس روضة المعارف والدستورية والمطران سان جورج في القدس، والثانوية في المدرسة التوفيقية في القاهرة، وحصل منها على شهادة الثانوية العامة عام 1923، والتحق بالجامعة الأمريكية في القاهرة لمدة سنتين، ونال درجة البكالوريوس في طب الأسنان من الجامعة الأمريكية في بيروت عام 1929. عمل في عيادته الخاصة في يافا، ثم عمل طبيبًا للأسنان في بغداد (1939-1941).  شغل منصب وزيرالإقتصاد في الحكومة الأردنية عام 1970. وتوفي في عمّان في عام 1993.

## حياته
انخرط في صفوف الحركة الوطنية أثناء الاحتلال البريطاني لفلسطين، وشارك في نشاطات مناهضة للبريطانيين وهو طالبٌ في المدرسة في القدس والقاهرة، وانضم بعد عودته إلى فلسطين للنادي الرياضي الإسلامي في يافا عام 1928، وأصبح سكرتيره قبل أن يغلقه البريطانيون، واشترك في مؤتمر الشباب العربي الفلسطيني الأول عام 1932، وأصبح عضوًا في لجنة القانون الأساسية فيه. ونشط في صفوف المقاومة المسلحة ضد بريطانيا إبان الثورة الفلسطينية الكبرى (1936-1939)، حيث عمل على جمع الأموال لشراء الأسلحة وتوزيعها على القيادة الميدانية للثورة مثل عبد الرحيم الحاج محمد وعارف عبد الرزاق. اضطر لمغادرة فلسطين إلى لبنان بعد أن قتل القساميون حاكم الجليل البريطاني اندروز، وعمل من هناك على جمع السلاح من البلدان العربية ونقله إلى فلسطين، كما أصبح حلقة التواصل بين اللجنة المركزية للجهاد (قيادة الثورة في الخارج) في دمشق، وقادة الثورة في فلسطين بين عامي (1937-1939)، وقد دخل فلسطين متخفيًا أكثر من مرة والتقى قادة الثورة.
انتقل للإقامة في لواء الإسكندرونة عام 1938 بعد ضغوطات من المدير الفرنسي للأمن العام في لبنان المسيو كولومباني، لكنّ الضغوطات اشتدت مرة أخرى، فانتقل إلى بغداد عام 1939، وشارك خلال تواجده فيها في ثورة رشيد عالي الكيلاني عام 1941، ثم غادر إلى طهران في نفس العام. عمل مديرًا للمكتب العربي في بيروت عام 1946، وأشرف على قضايا اللاجئين الفلسطينيين في لبنان (لاجئو ثورة 1936)، كما عمل على إرسال التقارير التي تتعلق بالنشاط الصهيوني في لبنان إلى الحاج أمين الحسيني، وانتقل إلى القاهرة عام 1947، وباشر العمل في الهيئة العربية العليا، وأوكلت له مهمة السفر إلى إيران لإقناع مسؤوليها بالوقوف في صف القضية الفلسطينية عام 1947، وعاد إلى القدس بعد صدور قرار التقسيم عام 1947، وشارك في إنشاء جيش الجهاد المقدس، وعيّن مفتشًا إداريًا عامًا له. شارك في مؤتمر أريحا الذي ناقش ضمّ الضفة الغربية للمملكة الأردنية عام 1948، وأصبح من مسؤولي رابطة مشوهي الحرب عام 1949، وانتخب نائبًا برلمانيا مستقلًا عن القدس والقضاء واللاجئين في انتخابات المجلس النيابي الأردني عام 1956، كما شارك في المؤتمر الوطني في نابلس ووقع على بيانه الصادر عام 1956 والذي أدان السياسة الاستعمارية الأمريكية وهاجم عملاء أمريكا في الوطن العربي، وفاز مرة أخرى في انتخابات مجلس النواب الاردني عام 1962.
اختاره أحمد الشقيري ليكون عضوًا في اللجنة التنفيذية لمنظمة التحرير الفلسطينية عام 1965، وأصبح مسؤول الدائرة السياسية للشؤون الخارجية، وشارك في وفود المنظمة إلى أمريكا اللاتينية عام 1965، وافتتح المؤتمر الأول للمغتربين الفلسطينيين في أمريكا الجنوبية عام 1966، وكذلك شارك في وفد منظمة التحرير إلى مؤتمر القمة الثالث في الدار البيضاء عام 1965، وزار الجزائر في نفس العام، كما أسهم في إنشاء الهيئة الإسلامية العليا في القدس بعد هزيمة حزيران عام 1967، ووقع مع عشرين شخصية فلسطينية على بيان رفض فيه الاعتراف بضم دولة الاحتلال لمدينة القدس عام 1967.